# Herthateich
Als Herthateich wird ein temporäres Gewässer in der Dölauer Heide im Nordwesten von Halle (Saale) bezeichnet. Das Gewässer entstand auf linsenartigen Einlagerungen von Tonen im Boden des Waldgebietes der Dölauer Heide. Der Teich ist eines der sehr wenigen natürlichen stehenden Gewässer im Gebiet von Halle. Er führt nicht ganzjährig Wasser.